# VOGEWOSI

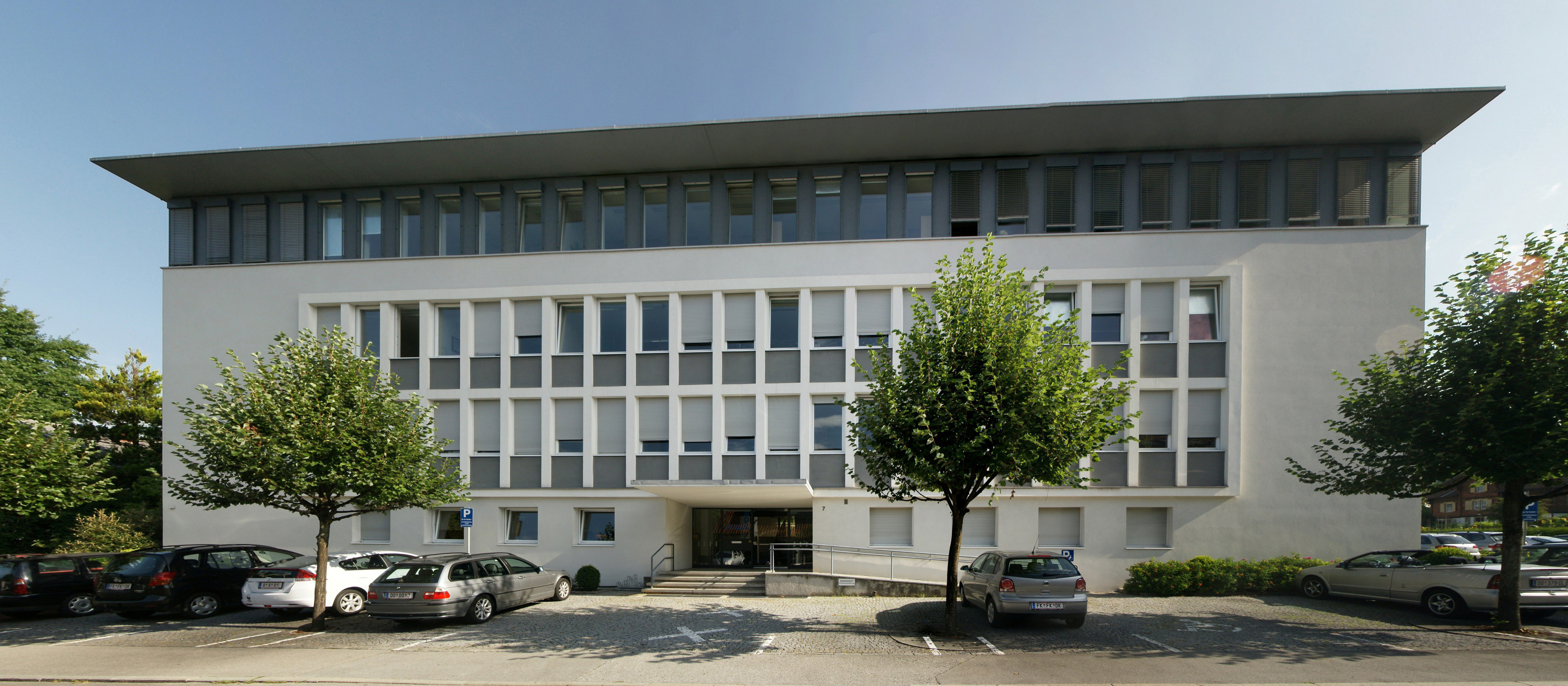
Hauptsitz der VOGEWOSI in Dornbirn

Die Vorarlberger gemeinnützige Wohnungsbau- und Siedlungsgesellschaft m.b.H. (VOGEWOSI) ist der größte gemeinnützige Bauträger des öffentlichen Wohnungsbaus im österreichischen Bundesland Vorarlberg. Haupteigentümer ist mit einem Anteil von 70,95 % das Land Vorarlberg. Weitere Eigentümer sind zahlreiche Gemeinden Vorarlbergs, unter anderem die fünf Stadtgemeinden und alle Marktgemeinden bis auf Bezau und Egg.

## Aufgaben und Konzeption
Zu den Aufgaben und Zielen der VOGEWOSI zählen die Errichtung neuer Mietbauobjekte sowie deren Verwaltung und Instandhaltung. Weiters werden Gewinne nur im gesetzlich vorgeschriebenen Rahmen erwirtschaftet und laut eigener Aussage sofort in neue Projekte investiert. Die Wohnungen der VOGEWOSI können insofern dem Vorarlberger Gemeindebau zugeordnet werden. Im Jahr 2023 wurden so über 17.000 Wohnungen in ganz Vorarlberg verwaltet.

## Geschichte
Bereits im Jahr 1939 wurde der Grundstein für das heutige Unternehmen gelegt. Mit dem Ziel, ein Selbsthilfe-Eigenheimprogramm auf Landesebene zu initiieren, wurde in diesem Jahr die „Vorarlberger gemeinnützige Wohnungsbau- und Siedlungsgesellschaft m.b.H.“ gegründet. Diese begann bereits kurz nach ihrer Gründung auf Druck des Nationalsozialistischen Regimes, dem Österreich zu dieser Zeit bereits angehörte, mit dem Bau von so genannten Südtiroler-Siedlungen. In diesen Siedlungsbauten, die in nahezu allen größeren Gemeinden Vorarlbergs gebaut wurden, wurden die Südtiroler Optanten untergebracht, welche sich für eine Umsiedlung in das Deutsche Reich entschieden hatten. 
Im Jahr 1943 wurden diese Siedlungen in die Neue Heimat Tirol integriert.
Nach der Beendigung des Zweiten Weltkriegs und der Wiedererlangung der österreichischen Souveränität wurde vom Vorarlberger Landtag am 5. Dezember 1947 die neuerliche Errichtung der VOGEWOSI beschlossen. Diese neue Gesellschaft hatte aber rechtlich gesehen keine gemeinsame Identität mit dem Unternehmen der NS-Zeit. 
Am 25. März 1948 wurde der Beschluss der Landesregierung aufgrund des akuten Wohnraummangels mit der Gründung durch das Land und die Vorarlberger Städte in die Tat umgesetzt. Zunächst beschränkte sich das Tätigkeitsfeld der Gesellschaft noch auf die Errichtung und Erhaltung von Kleinwohnungen. 
Erst im Jahr 1950 erweiterten sich die Aufgaben der VOGEWOSI auch auf den Bau und die Verwaltung von Mehrparteienwohnhäusern. 1957 erwarb das Land schließlich jene Baumasse zurück, welche 1943 in den Besitz der „Neue Heimat Tirol“ übergegangen waren. Dieser Bestand wurde schließlich 1969 vom Land Vorarlberg in die Verwaltung der VOGEWOSI zurückgegeben.